# Biografisch Portaal

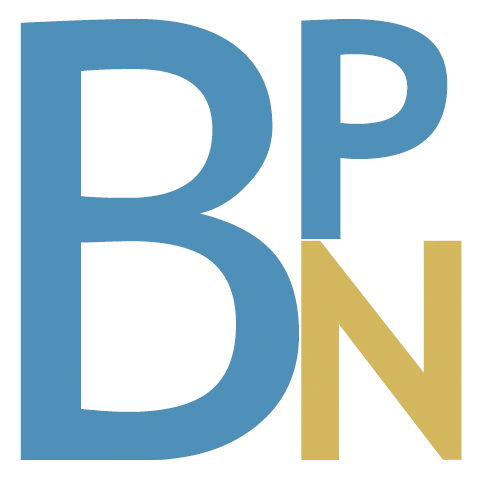
Logo

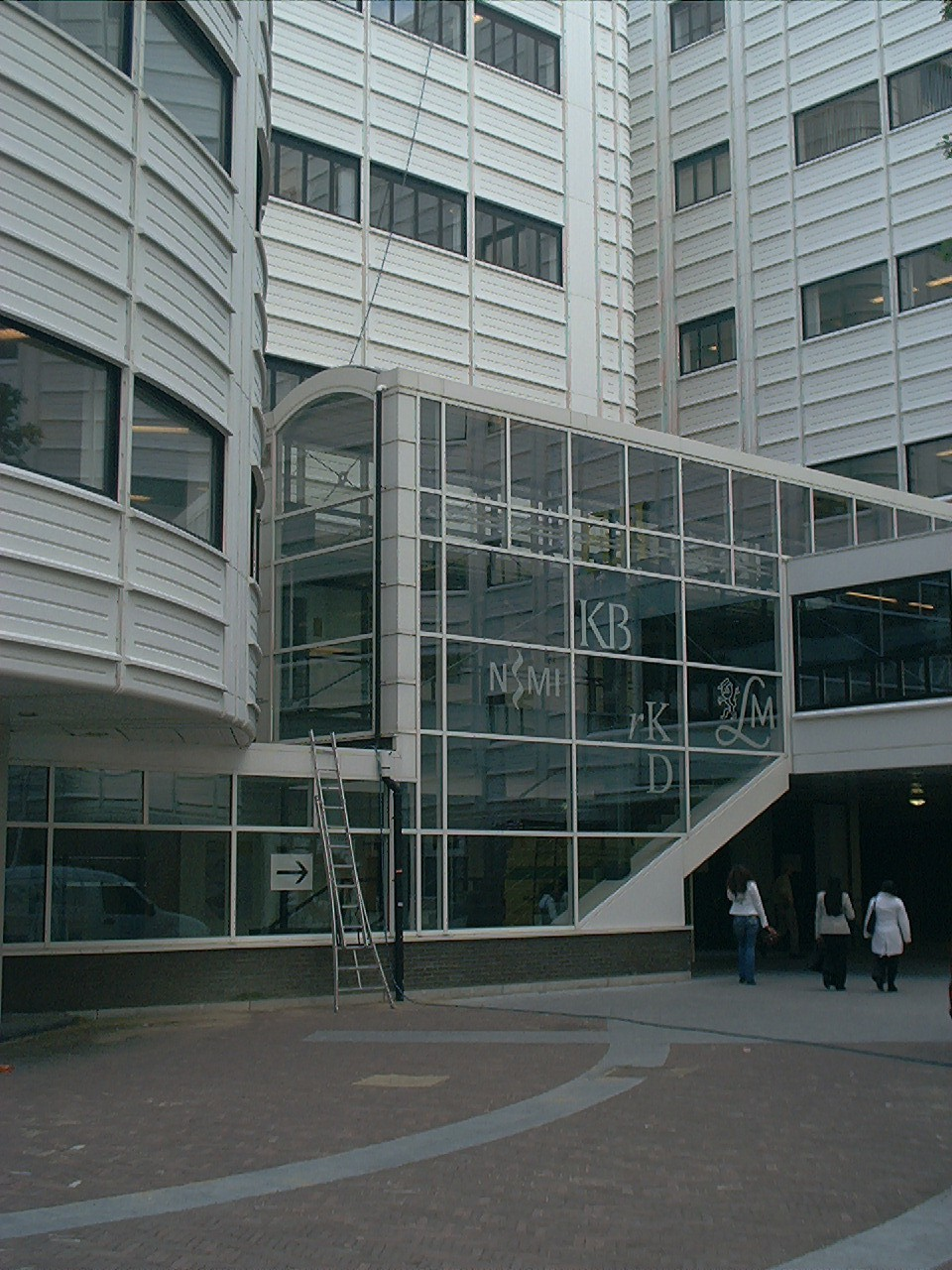
Học viện Huygens nằm trong cùng tòa nhà với RKD, Lưu trữ Quốc gia, Bảo tàng Nederlands Letterkundig (LM), Viện Âm nhạc Hà Lan (NMI) và Koninklijke Bibliotheek.

Biografisch Portaal (tiếng Anh: Biography Portal, tiếng Việt: Cổng thông tin Tiểu sử) là một sáng kiến có trụ sở tại Huygens Institute for Dutch History ở The Hague, với mục đích làm cho các văn bản tiểu sử của Hà Lan dễ tiếp cận hơn.
Dự án được bắt đầu vào tháng 2 năm 2010 với tư liệu cho 40.000 tiểu sử số hóa, với mục tiêu cấp quyền truy cập kỹ thuật số cho tất cả các thông tin đáng tin cậy về người dân (đã qua đời) của Hà Lan từ những ngày đầu tiên của lịch sử cho đến thời hiện đại.
Hà Lan như một thuật ngữ địa lý bao gồm các thuộc địa cũ, và thuật ngữ "người" chỉ cả những người sinh ra ở Hà Lan và các thuộc địa cũ của nó, và cả những người sinh ra ở nơi khác nhưng hoạt động ở Hà Lan và các thuộc địa cũ của n. Tính đến  năm 2011, chỉ có thông tin tiểu sử về người đã chết được thêm vào. Hệ thống được sử dụng dựa trên các tiêu chuẩn của Sáng kiến Mã hóa Văn bản (Text Encoding Initiative). Truy cập vào Biografisch Portaal có sẵn miễn phí thông qua giao diện dựa trên web.